# Liste der Monuments historiques in Corbeil (Marne)
Die Liste der Monuments historiques in Corbeil führt die Monuments historiques in der französischen Gemeinde Corbeil auf.

## Liste der Objekte
| Bezeichnung                             | Beschreibung                          | Standort                                | Kennzeichnung | Schutzstatus | Datum | Bild |
| --------------------------------------- | ------------------------------------- | --------------------------------------- | ------------- | ------------ | ----- | ---- |
| Kirchenfenster                          | aus dem 16. Jahrhundert               | in der Kirche St-Pierre-ès-Liens (Lage) | PM51000305    | Classé       | 1975  |      |
| Skulptur Madonna mit Kind               | Holz, 15. Jahrhundert                 | in der Kirche St-Pierre-ès-Liens (Lage) | PM51000306    | Classé       | 1975  |      |
| Skulptur Heiliger Franziskus von Assisi | Holz, farbig gefasst, 18. Jahrhundert | in der Kirche St-Pierre-ès-Liens (Lage) | PM51002264    | Inscrit      | 1975  |      |
| Skulptur Heilige Anna                   | Stein, 17. Jahrhundert                | in der Kirche St-Pierre-ès-Liens (Lage) | PM51002265    | Inscrit      | 1975  |      |